# Madrigal del Monte
Madrigal del Monte település Spanyolországban, Burgos tartományban.  Lakosainak száma 143 fő (2024).

## Népesség
A település népessége az utóbbi években az alábbiak szerint változott:
| Lakosok száma | 201  | 209  | 194  | 188  | 176  | 169  | 160  | 143  | 155  | 143  |
|               | 2001 | 2004 | 2006 | 2009 | 2011 | 2014 | 2016 | 2019 | 2021 | 2024 |